# Acherontia styx
Acherontia styx är en fjärilsart som beskrevs av John Obadiah Westwood 1844. Acherontia styx ingår i släktet Acherontia och familjen svärmare. Inga underarter finns listade i Catalogue of Life.

## Inom populärkultur
Acherontia styx omnämns och finns avbildad på omslaget till filmen När lammen tystnar.

## Bildgalleri

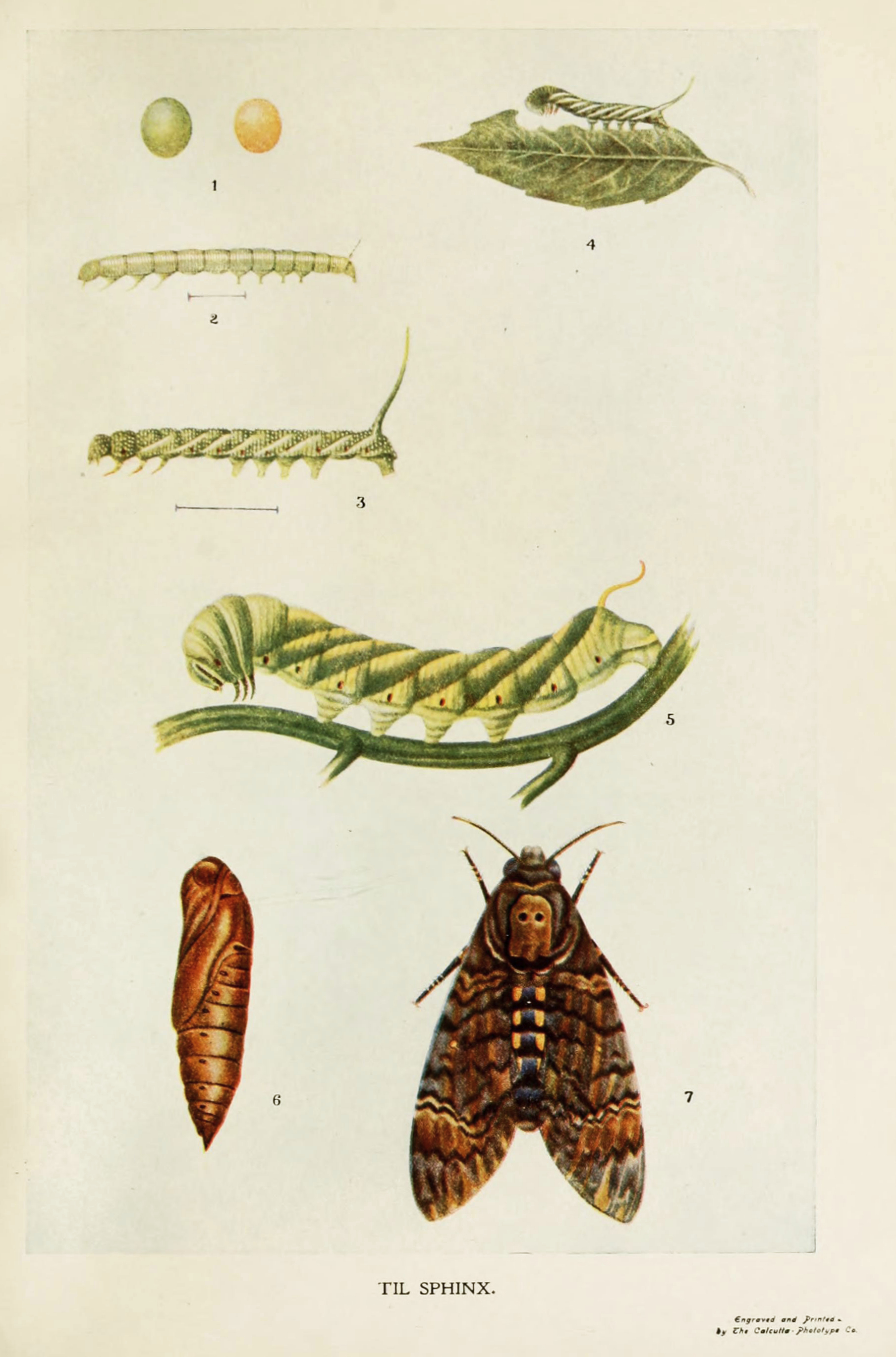
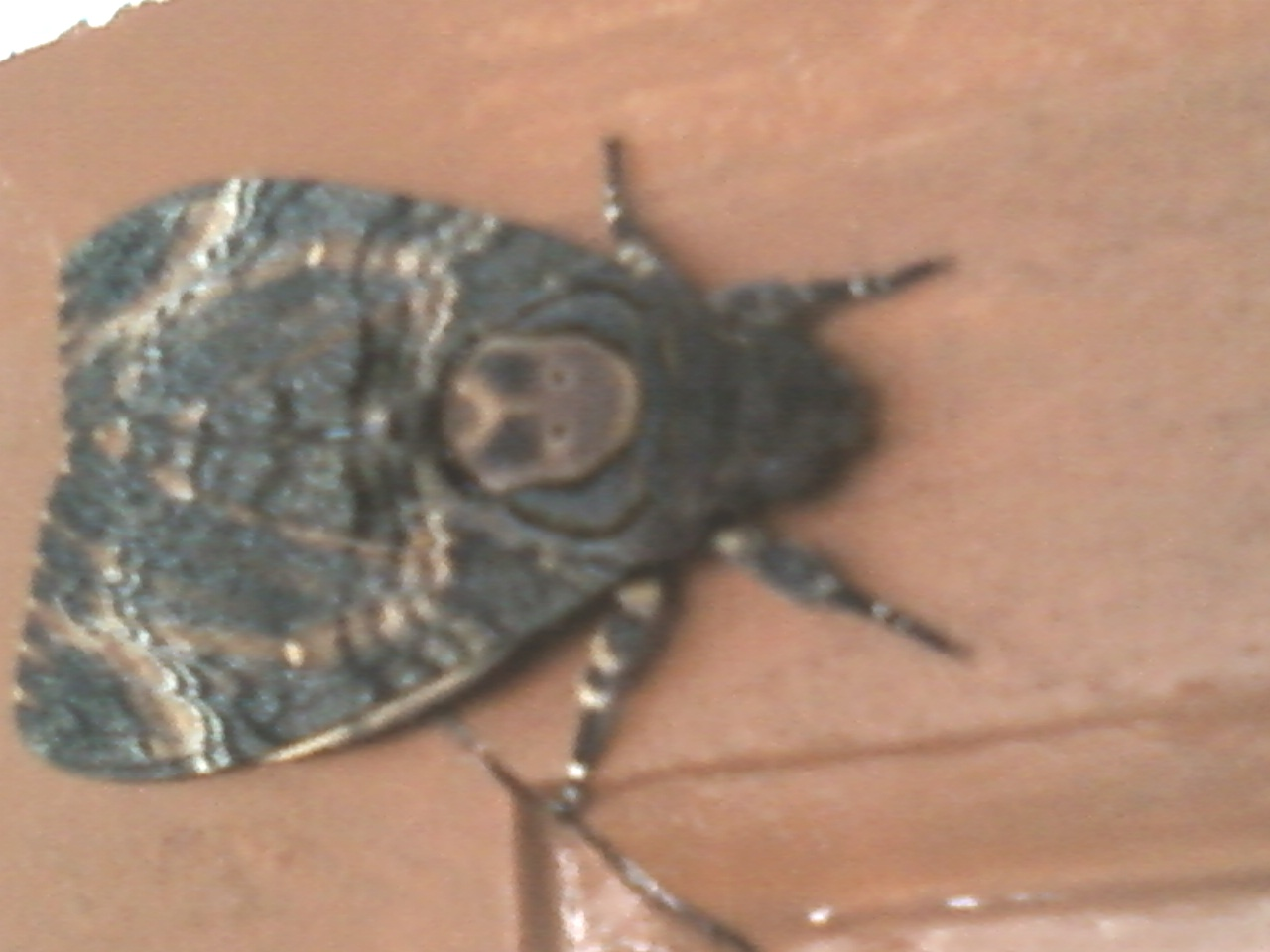
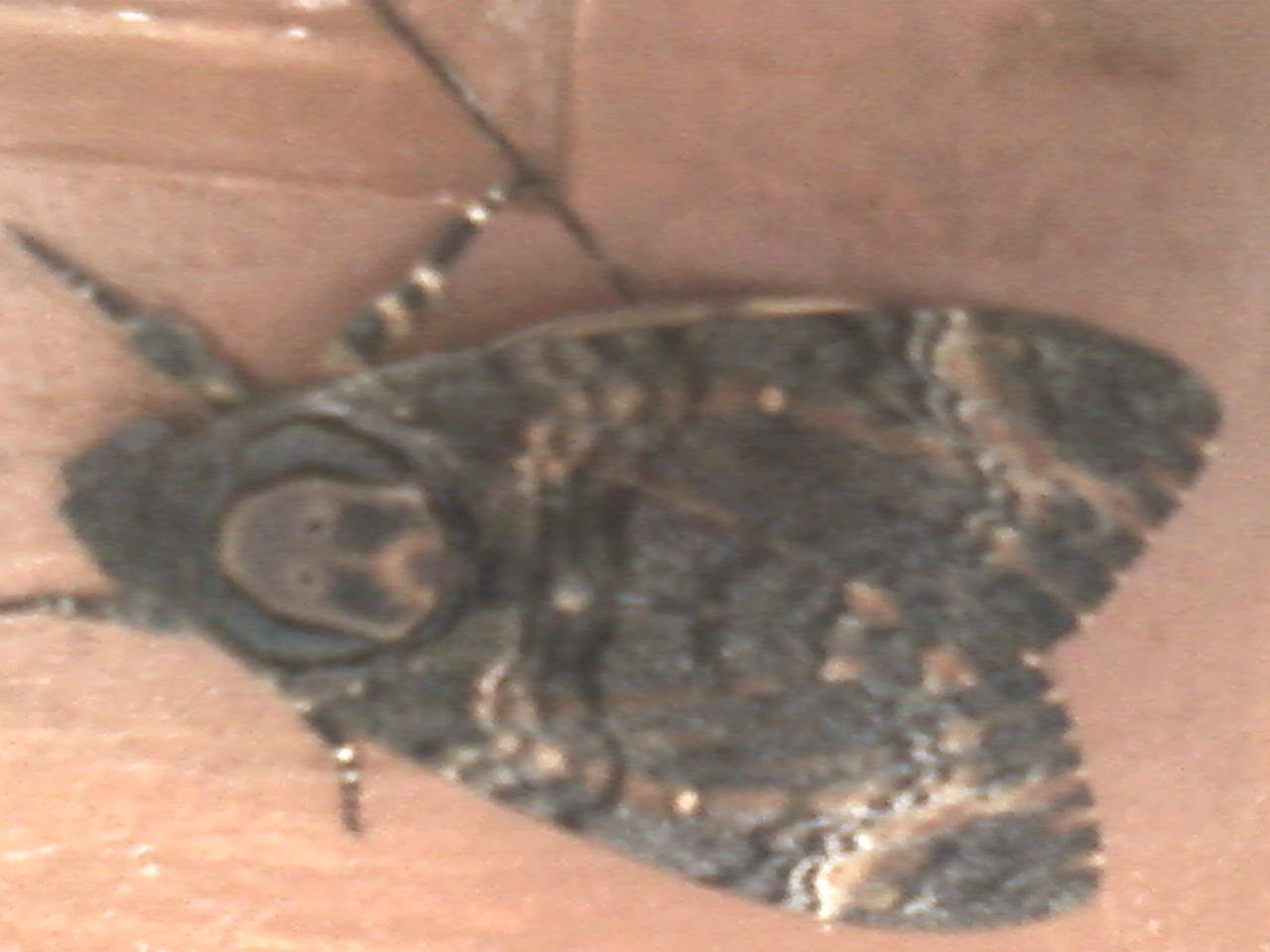
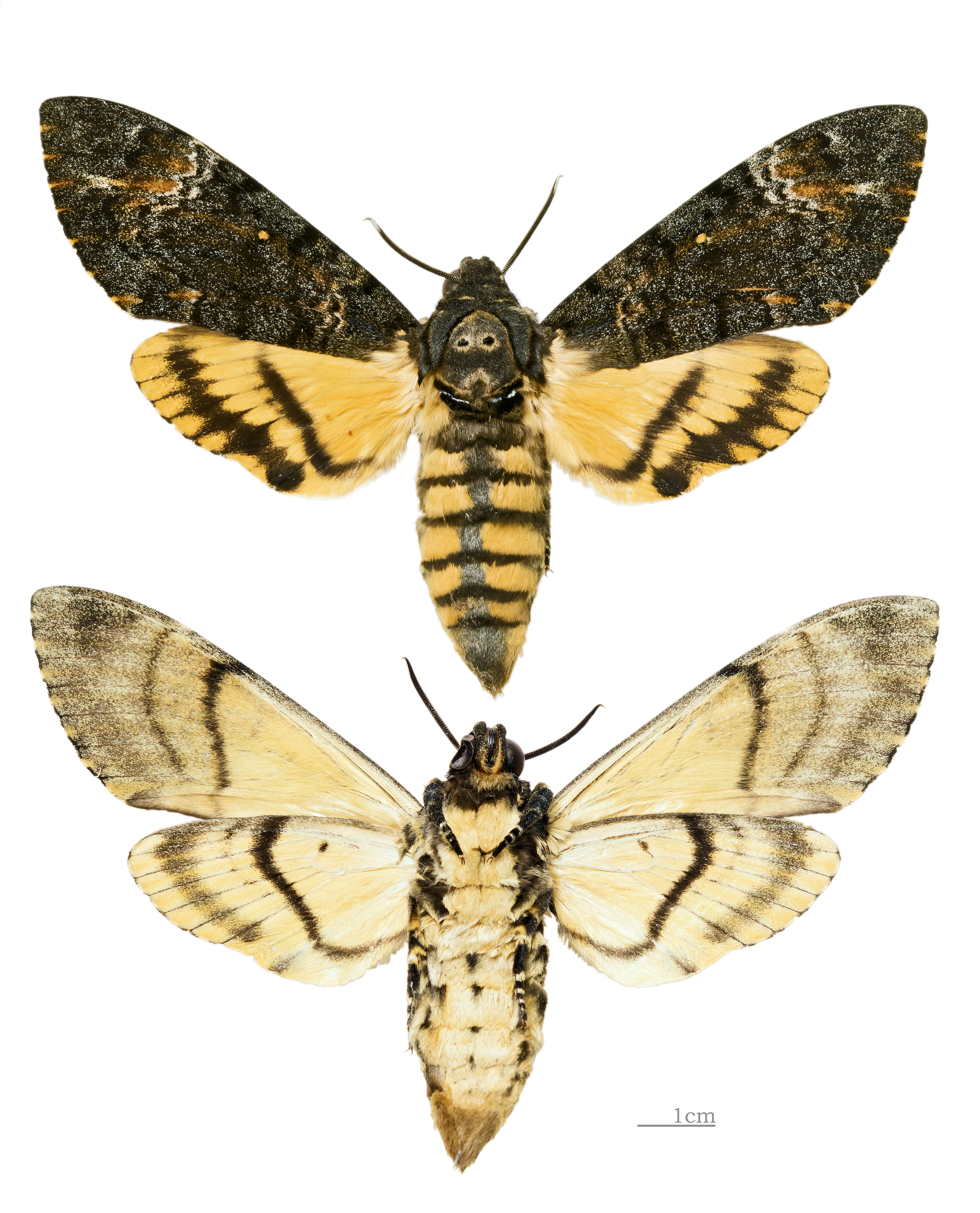
Acherontia styx medusa
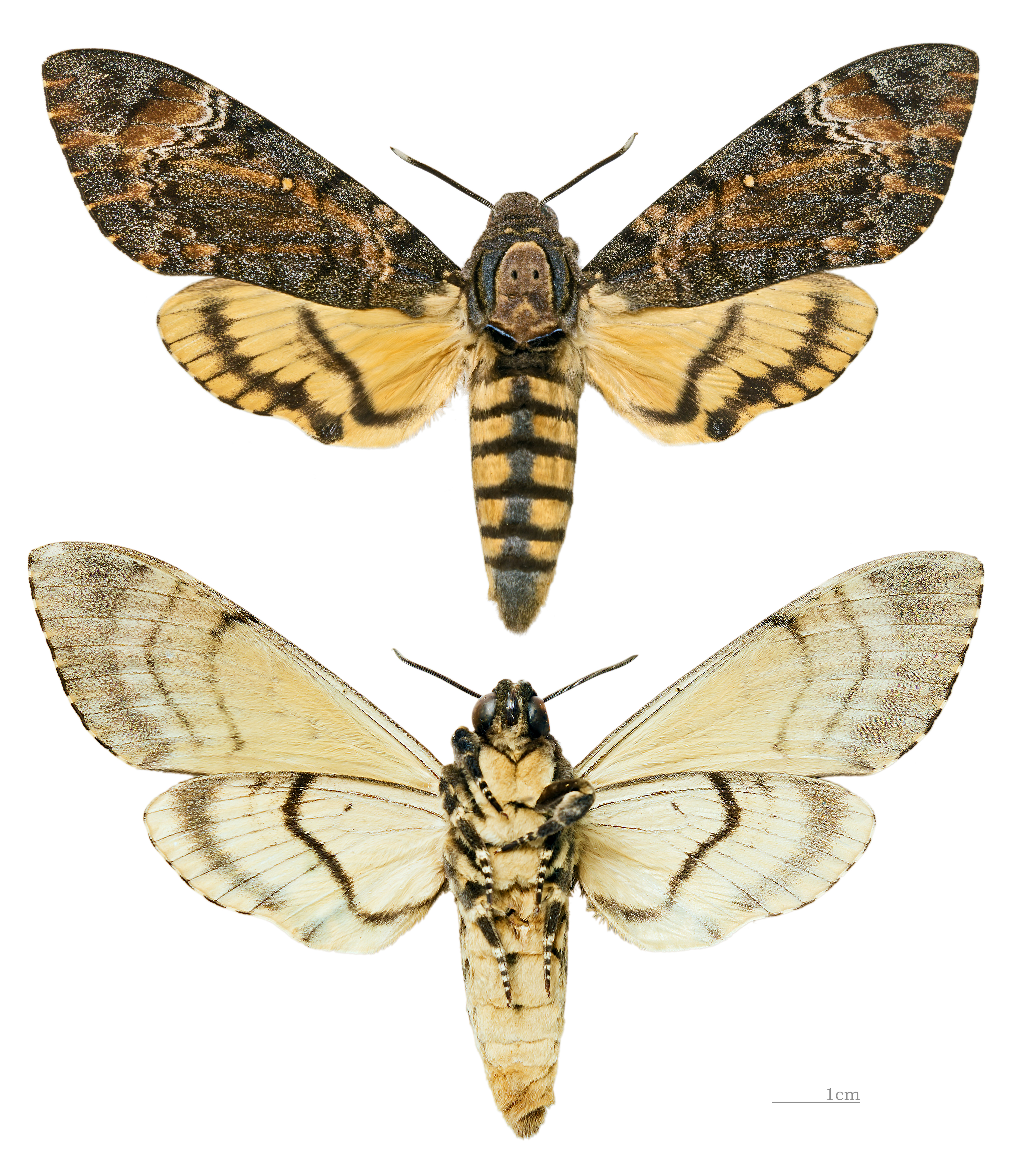
Acherontia styx styx
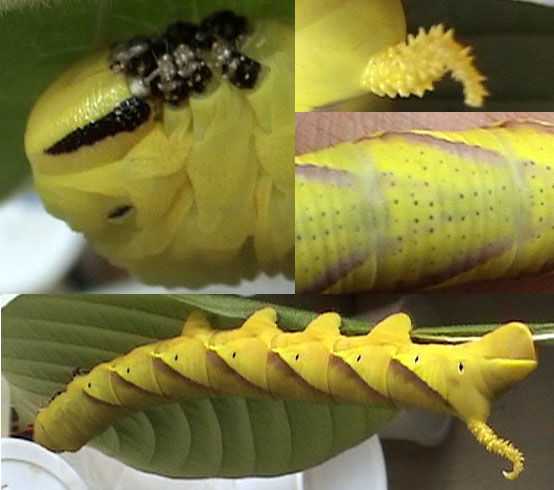
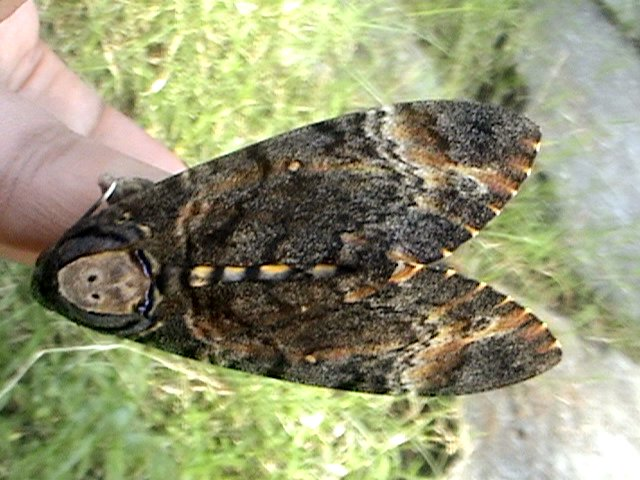